# Emmett (Michigan)
Emmett é uma vila localizada no estado americano de Michigan, no Condado de St. Clair.

## Demografia
Segundo o censo americano de 2000, a sua população era de 251 habitantes.
Em 2006, foi estimada uma população de 244, um decréscimo de 7 (-2.8%).

## Geografia
De acordo com o United States Census Bureau, tem uma área de
3,9 km², dos quais 3,9 km² cobertos por terra e 0,0 km² cobertos por água.

## Localidades na vizinhança
O diagrama seguinte representa as localidades num raio de 24 km ao redor de Emmett.